# Poster motivazionale

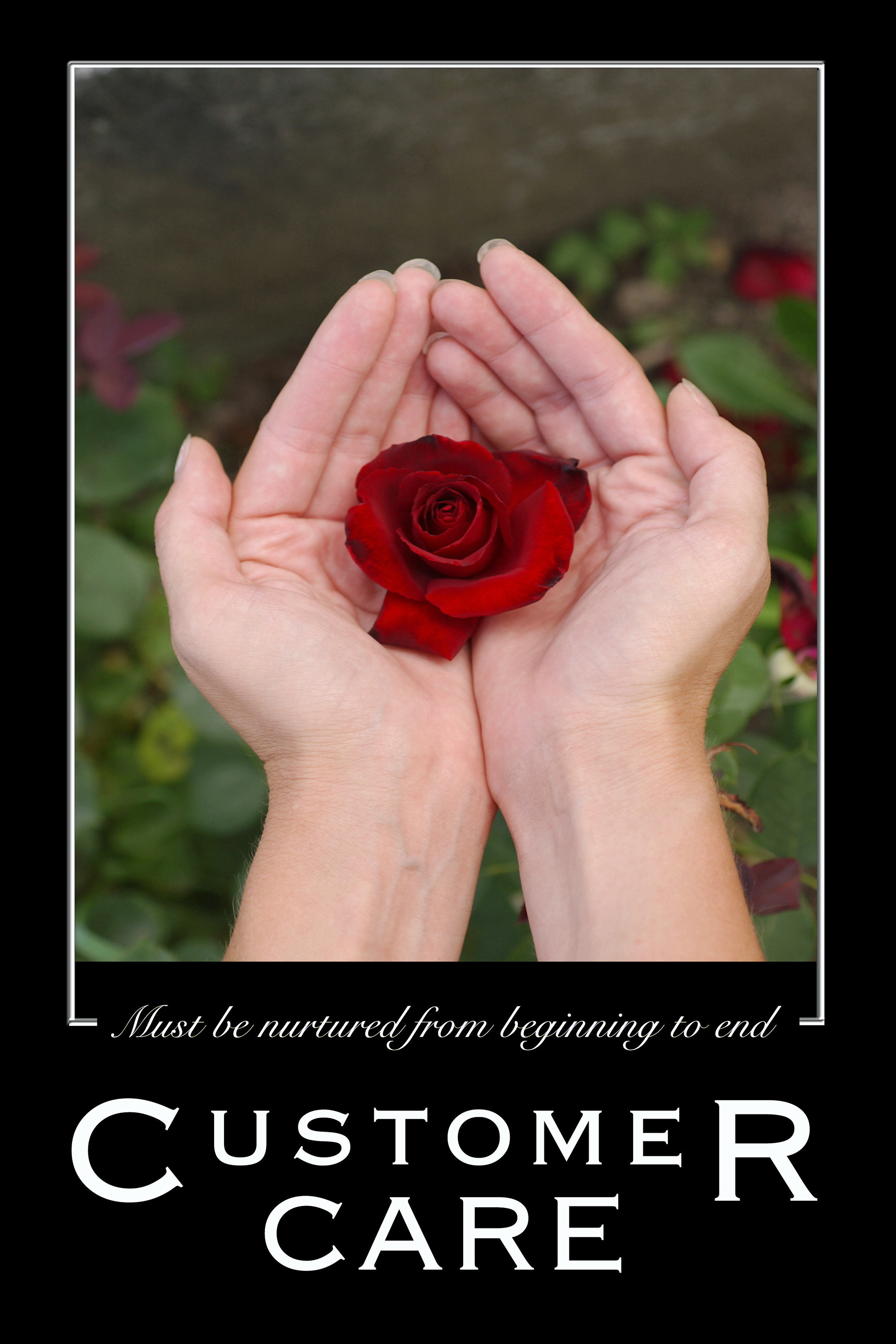
Un motivational poster: "L'assistenza al cliente va curata dal principio alla fine"

Un poster motivazionale, o motivational poster, è un tipo di poster comunemente disegnato per essere usato in scuole e uffici con uno scopo motivazionale.

## Scopo

Un poster creato in Gran Bretagna durante la seconda guerra mondiale per infondere coraggio nella popolazione

Lo scopo dei motivational poster è quello di far vedere alle persone le cose che si fanno o che si imparano con un'ottica diversa.

## Effetti
I motivational poster possono influire sul comportamento. Per esempio, Mutrie e Blamey, dell'Università di Glasgow e il Greater Glasgow Health Board, hanno mostrato con uno studio che il loro posizionamento di un motivational poster di fronte un ascensore e una rampa di scale, in una stazione sotterranea, ha raddoppiato l'uso che si faceva delle scale. Tutti questi studi vogliono dimostrare che i motivational poster, posizionati nel punto della decisione, possono avere degli effetti sul comportamento e questo effetto decresce gradatamente fino a zero dopo alcune settimane che questi poster vengono rimossi.

## Tipi
Vi sono vari tipi di motivational poster. Alcuni possono motivare, altri far ridere, altri ancora demotivare.

### Il "demotivational"

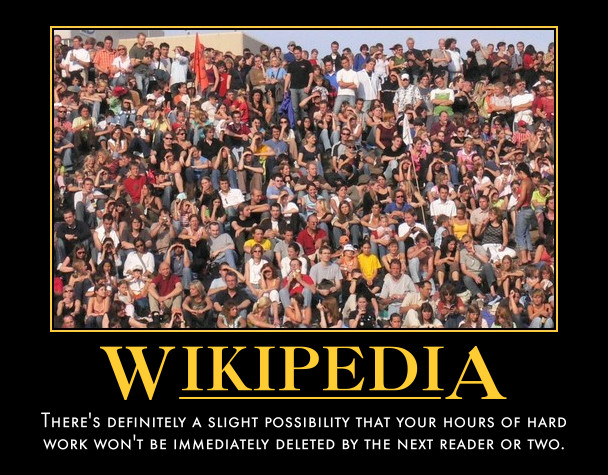
Un "demotivational" con argomento wikipedia

Dopo l'affermazione dell'utilizzo dei motivational poster nelle aziende americane è nato il fenomeno satirico dei "demotivational posters". Si tratta di immagini costruite con lo stesso stile dei motivational (normalmente un'immagine evocativa accompagnata da una scritta che pubblicizza un determinato valore), ma che contengono valori negativi o battute satiriche, allo scopo di prendere in giro il motivational. Il fenomeno è dilagato su internet, e col tempo i demotivational si sono spesso trasformati in semplici vignette comiche non legate in nessun modo ai motivational poster, che tuttavia vengono comunque chiamate demotivational.